# Villaines-la-Juhel
Villaines-la-Juhel è un comune francese di 3 171 abitanti situato nel dipartimento della Mayenne nella regione dei Paesi della Loira.

## Società

### Evoluzione demografica
Abitanti censiti